# 799
799 (DCCXCIX) fue un año común comenzado en martes del calendario juliano, en vigor en aquella fecha.

## Acontecimientos
- 14 de septiembre (11/8/18 según el calendario Enryaku): en la costa de la prefectura de Ibaraki (Japón) se registra un tsunami (no se menciona el terremoto causante).
- 29 de noviembre: en Italia, el papa León III, ayudado por Carlomagno, regresa a Roma.
- Según los cálculos del religioso galorromano Gregorio de Tours (538-594) el fin del mundo sucedería entre el 799 y el 806.

## Nacimientos
- Bernardo, rey italiano.

## Fallecimientos
- 13 de abril: Paulus Diaconus, historiador.